# Atractomorpha suzhouensis
Atractomorpha suzhouensis är en insektsart som beskrevs av Bi, D. och Wei Ying Hsia 1981. Atractomorpha suzhouensis ingår i släktet Atractomorpha och familjen Pyrgomorphidae. Inga underarter finns listade i Catalogue of Life.